# Герб Зборівського району
Герб Зборівського району — офіційний символ Зборівського району, затверджений 20 грудня 2012 р. рішенням №263 XIX сесії районної ради.

## Опис
На пурпуровому щиті з зеленими боковиками і чорною базою покладені в косий хрест срібні пернач і шабля, супроводжувані унизу золотим сувоєм паперу, покладеним в пояс, з червоною печаткою. На боковиках по одному срібному нитяному хвилястому стовпу. На базі два золотих серпи, що з'єднані лезами у формі літери "З", супроводжувані по сторонам двома золотими колосками у перев'яз справа і зліва. Щит облямований декоративним картушем і увінчаний золотою територіальною короною. 

## Значення елементів
У сучасному гербі району відображений ратний подвиг українського козацтва і трудова звитяга землеробів. На малиновому (пурпуровому) тлі бойовий гетьманський пернач і козацька шабля. Про підписання Зборівського миру, який утвердив Козацьку державу, свідчить сувій паперу з вислою печаткою. Любов до землі і праці зборівчан засвідчують два серпи, які утворюють символічну літеру "З" (Зборівщина) і два золотих колоски. Землі району простяглись між двома річками Стрипою і Серетом, які зображені з боків герба срібними хвилями. Зелений колір символізує ліси і добробут.
Автори - Р.Росіцький, С.В.Ткачов.